# Kościół katolicki w Szkocji
Kościół rzymskokatolicki w Szkocji (ang.: Roman Catholic Church in Scotland, szk.: Catholic Kirk, gael.: An Eaglais Chaitligeach), jest częścią ogólnoświatowej struktury Kościoła rzymskokatolickiego.

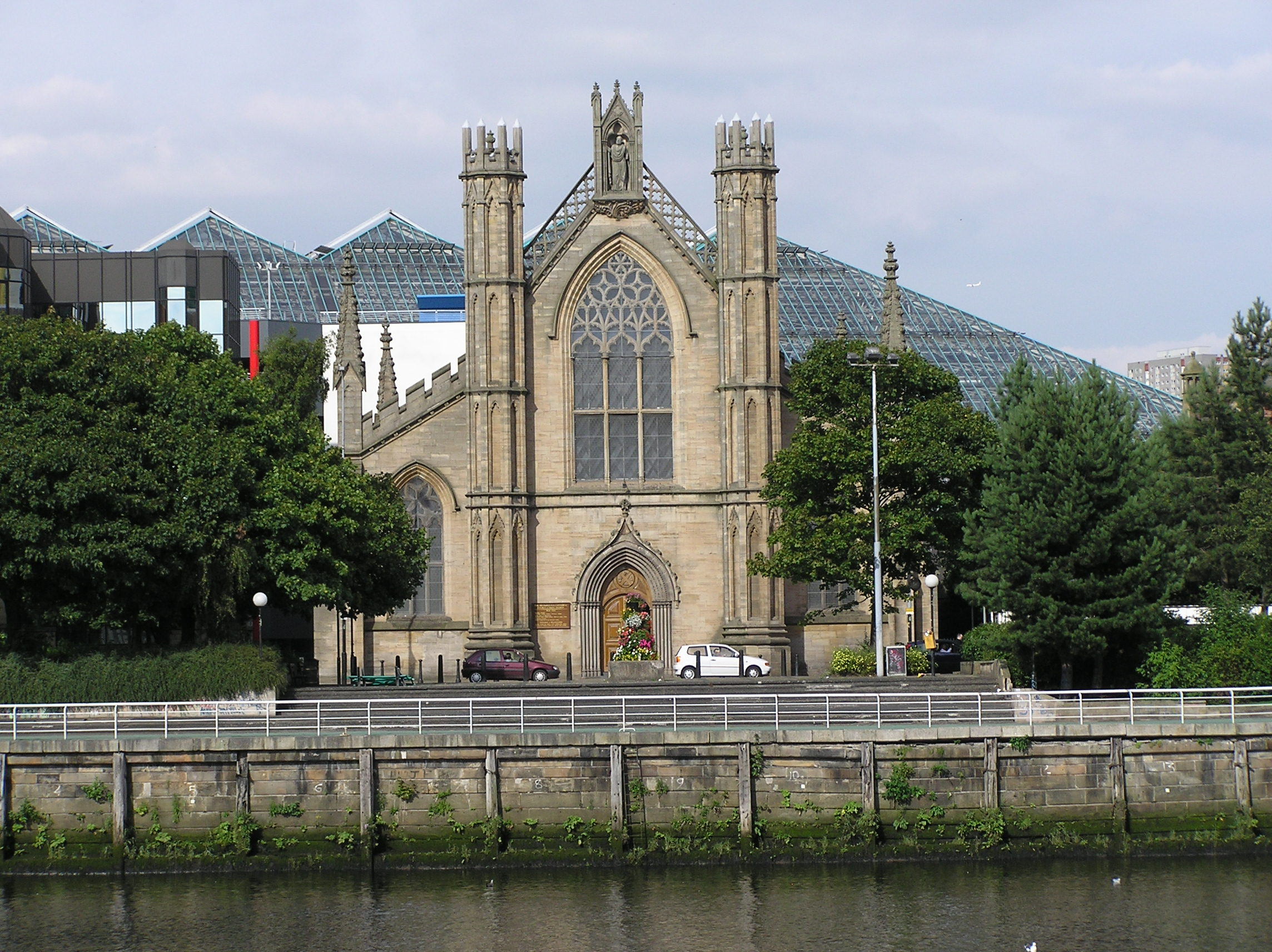
Archikatedra św. Andrzeja w Glasgow – siedziba prymasa Szkocji

## Historia

### Początki
Pierwsi chrześcijanie zaczęli pojawiać się w dzisiejszej południowej Szkocji na początku II w., przypuszczalnie pod wpływem rzymskich osadników z Brytanii. W następstwie inwazji anglo-saskiej to pierwotne chrześcijaństwo zanikło. Pod koniec IV w. pierwszy biskup katolicki św. Ninian przybył do Szkocji. Około 397 r. zbudowano pierwszy szkocki kościół katolicki. W 563 r., na szkocką wyspę Iona przybył irlandzki mnich św. Kolumban z grupą zakonników. Założył tam Opactwo Iona, które stało się ośrodkiem rozpowszechniania katolicyzmu w Szkocji i odegrało ważną rolę w nawróceniu Piktów (dawnych mieszkańców Szkocji) oraz ludności wysp, takich jak Orkady i Szetlandy, na chrześcijaństwo. W kolejnych stuleciach, mnisi z Iony zbudowali wiele klasztorów w Szkocji, Anglii i w Europie kontynentalnej, w tym tak ważne, jak klasztor w Lindisfarne.
Katolicyzm szeroko rozpowszechnił się w Szkocji w VI i VII w. Szkocki Kościół katolicki o irlandzkim pochodzeniu, różnił się od reszty zachodniego chrześcijaństwa w jego tradycji liturgicznej. Te różnice usunięto po reformie liturgicznej w XI w. Jednakże pamięć o tym konflikcie pozostała, co niewątpliwie przyczyniło się do sukcesu reformacji w XVI w.

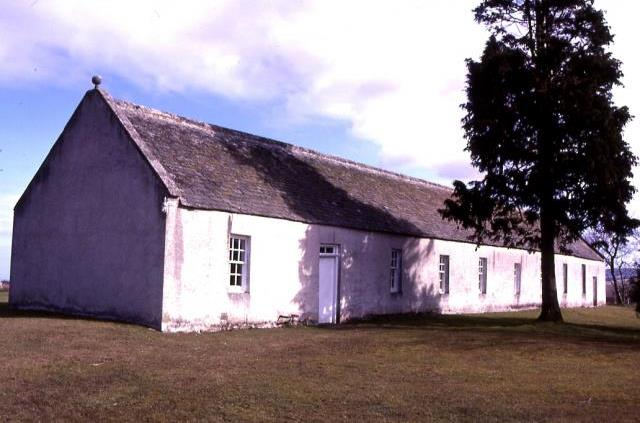
Kaplica św. Niniana w Tynet, koło Buckie. Konspiracyjny kościół katolicki z XVIII w., zlokalizowany w wiejskim domu w północnej Szkocji

### Reformacja
Na początku XVI w., pod wpływem sukcesu reformacji anglikańskiej w Anglii, większość elit szkockich zerwała z Rzymem, przyjmując kalwinizm. W 1560 r. Kościół rzymskokatolicki w Szkocji został zdelegalizowany, jego majątek skonfiskowany, a działalność zakazana. Ludność katolicka zaczęła być brutalnie prześladowana przez władze państwowe. Msze katolickie zostały zakazane, a księża zmuszeni do odprawiania nabożeństw w warunkach konspiracyjnych. Mimo prześladowań, wielu Szkotów pozostało wiernych katolicyzmowi. Przynależność do Kościoła katolickiego dla wielu Szkotów była jednym z elementów tożsamości narodowej, co przyczyniło się do przetrwania katolicyzmu w Szkocji mimo ogromnego nacisku reformacji. Tym niemniej kalwinizm zapanował w większości kraju, a szkoccy katolicy w tym czasie zamieszkiwali tylko głównie w północnym i północno-zachodnim rejonie wybrzeża oraz na wyspach Hebrydach. W okresie prześladowań religijnych, katolicyzm zyskał szkockich męczenników, którzy zginęli za wiarę, np. Jan Ogilvie (1579-1615).

### Normalizacja
W XVIII w. klęska anty-angielskich powstań szkockich oraz akcja wysiedlania północnych szkockich wyżyn (Highlands), spowodowały znaczne wyludnienie tradycyjnie katolickich regionów Szkocji i emigrację katolików do krajów zamorskich, głównie do Ameryki Północnej.
W latach 1717–1799 działało konspiracyjnie tylko jedno tajne seminarium duchowne, kształcące nielegalnie szkockich księży katolickich w odizolowanej wiosce Scanlan.
W 1793 r. Wielka Brytania przyjęła ustawę zezwalającą katolikom na praktykowanie kultu. Na początku pontyfikatu papieża Leona XIII w 1878 r. została przywrócona w Szkocji hierarchia i struktura Kościoła katolickiego. W XIX w., na skutek masowej irlandzkiej emigracji do Szkocji, Kościół rzymskokatolicki znacznie zwiększył liczbę swoich wyznawców. Oprócz tradycyjnych regionów katolickich, takich jak wyspy: Barra, Benbecula i South Uist oraz północna Szkocja, nowym ośrodkiem katolicyzmu stała się aglomeracja miejska Glasgow.

### Obecnie
Według spisu z 2001 r. 16% ludności Szkocji określa się jako katolicy. Wśród nich większość stanowią potomkowie imigrantów z Irlandii, oraz późniejsi imigranci z takich krajów jak: Włochy, Litwa i Polska. Z powodu współczesnej imigracji z Europy środkowej i wschodniej, liczba katolików w Szkocji wzrosła do około 850 tysięcy. Obecnie w Szkocji istnieją 2 katolickie archidiecezje, 6 diecezji, 1 ukraiński Wikariat Apostolski i 1 ordynariat polowy.
W Szkocji działa dzisiaj zaledwie kilka klasztorów katolickich:
- Klasztor Sióstr Miłosierdzia w Elgin, reaktywowany w 1898 r.
- Opactwo Sancta Maria w Nunraw (trapiści), założone w 1946 r.
- Opactwo Pluscarden (benedyktyni) reaktywowane w 1948 r.

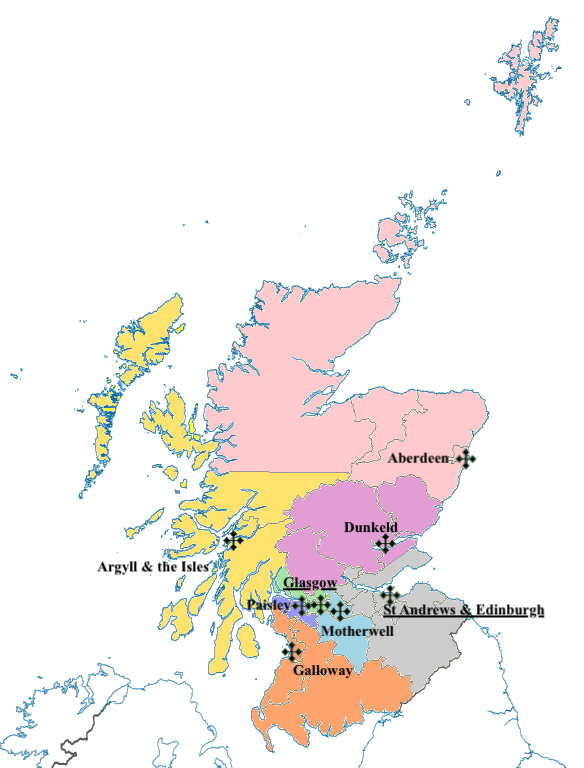
Mapa katolickich diecezji w Szkocji, stan obecny
Procentowy udział katolików wśród ludności Szkocji (dane z 2011 r.)
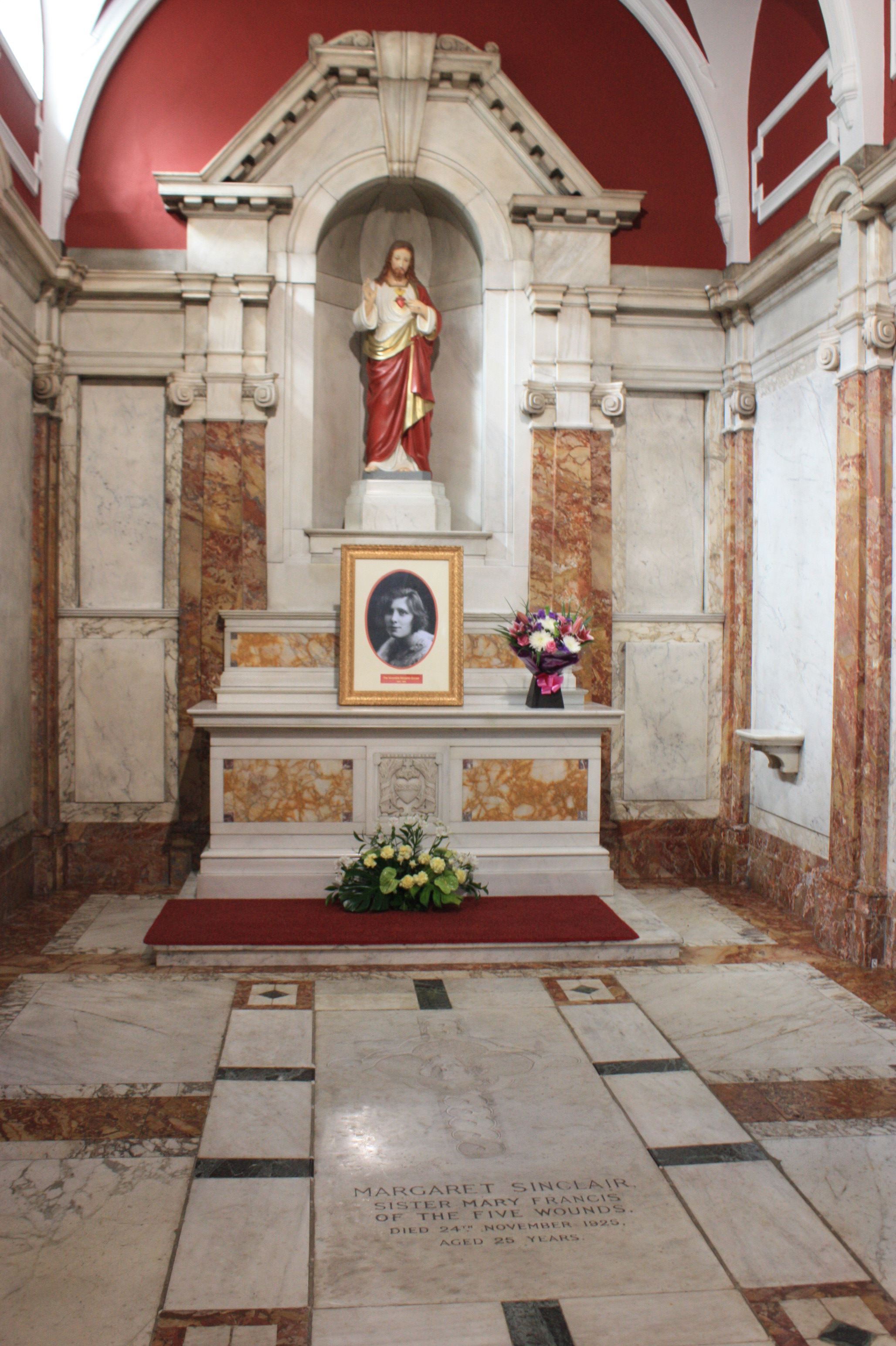
Sanktuarium Czcigodnej Sługi Bożej Margaret Sinclair w Edynburgu
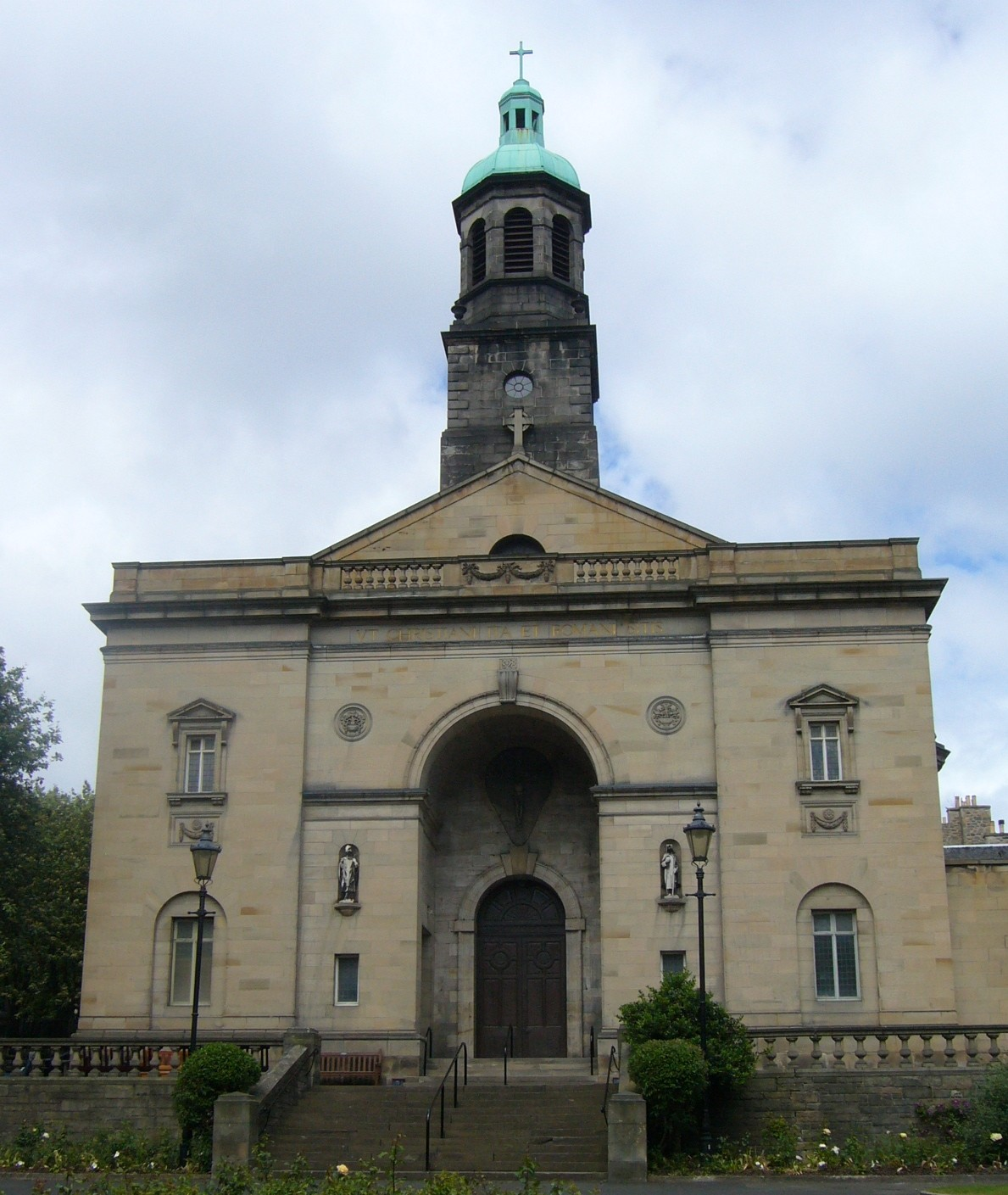
Katolicki kościół św. Patryka w Edynburgu